# Leptomiza hepaticata
Leptomiza hepaticata är en fjärilsart som beskrevs av Swinhoe 1900. Leptomiza hepaticata ingår i släktet Leptomiza och familjen mätare. Inga underarter finns listade i Catalogue of Life.